# Solter ledereri
Solter ledereri is een insect uit de familie van de mierenleeuwen (Myrmeleontidae), die tot de orde netvleugeligen (Neuroptera) behoort. 
Solter ledereri is voor het eerst wetenschappelijk beschreven door Navás in 1912.